# Wasserhaltung (Bergbau)

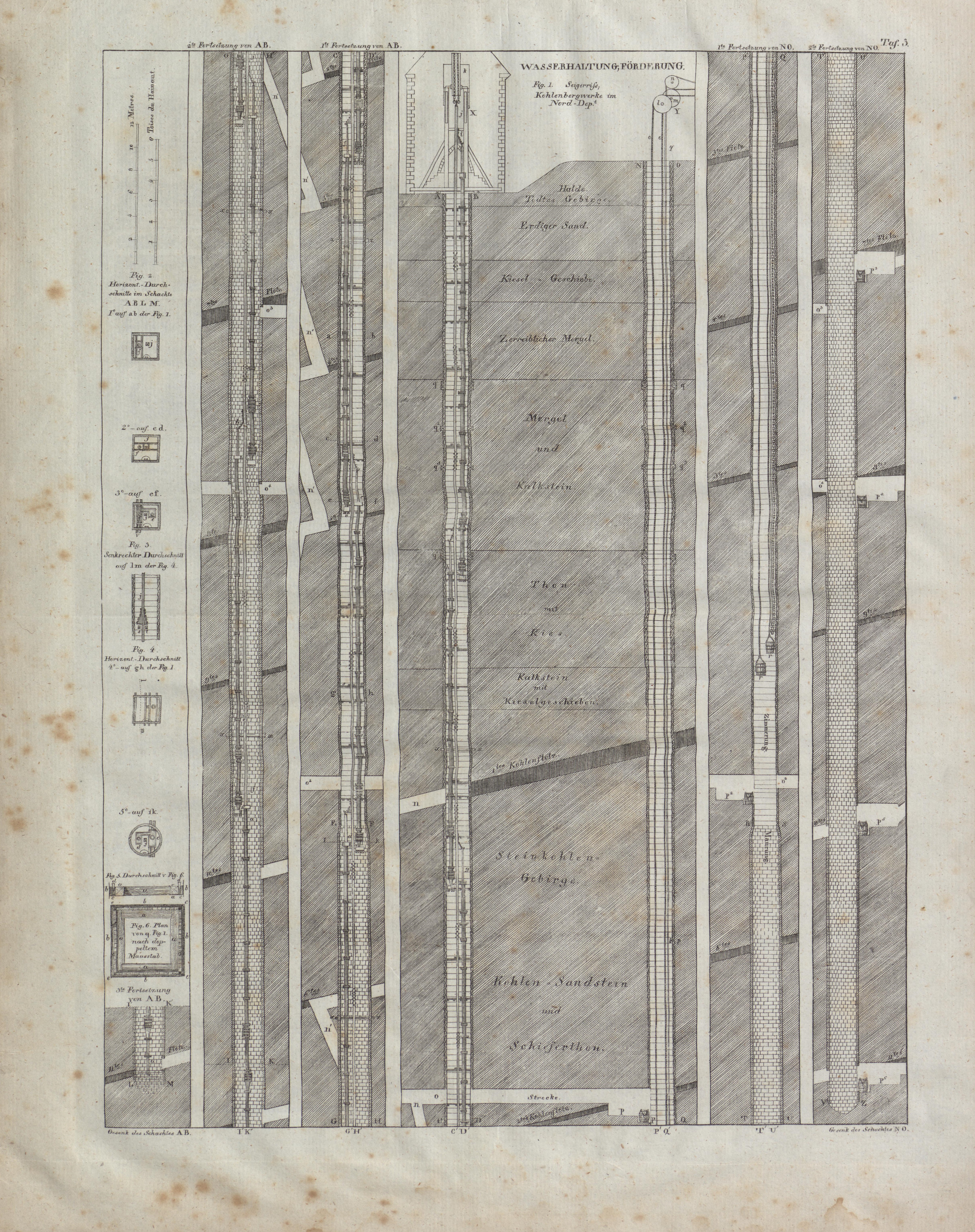
Wasserhaltung um 1822 im Nordfranzösischen Kohlerevier

Als Wasserhaltung oder bergmännische Wasserwirtschaft bezeichnet man im Bergbau unter Tage alle Grubenbaue, Räume und technischen Einrichtungen, die dazu dienen, das Grubengebäude von Grubenwasser frei zu halten. Außerdem bezeichnet der Bergmann den Betriebsvorgang Entfernen des Grubenwassers aus dem Untertagebereich als Wasserhaltung. Im Tagebau bezeichnet man die Entwässerung der Tagebaue als Sümpfung. Sowohl im Tagebau als auch im Untertagebau ist eine leistungsfähige Wasserhaltung von zentraler Bedeutung. Damit das anfallende Wasser aus der Wasserhaltung auch in entsprechender Menge in ein öffentliches Gewässer abgeleitet werden kann, benötigt der Bergwerksbetreiber eine wasserrechtliche Erlaubnis von der zuständigen Behörde.

## Geschichte

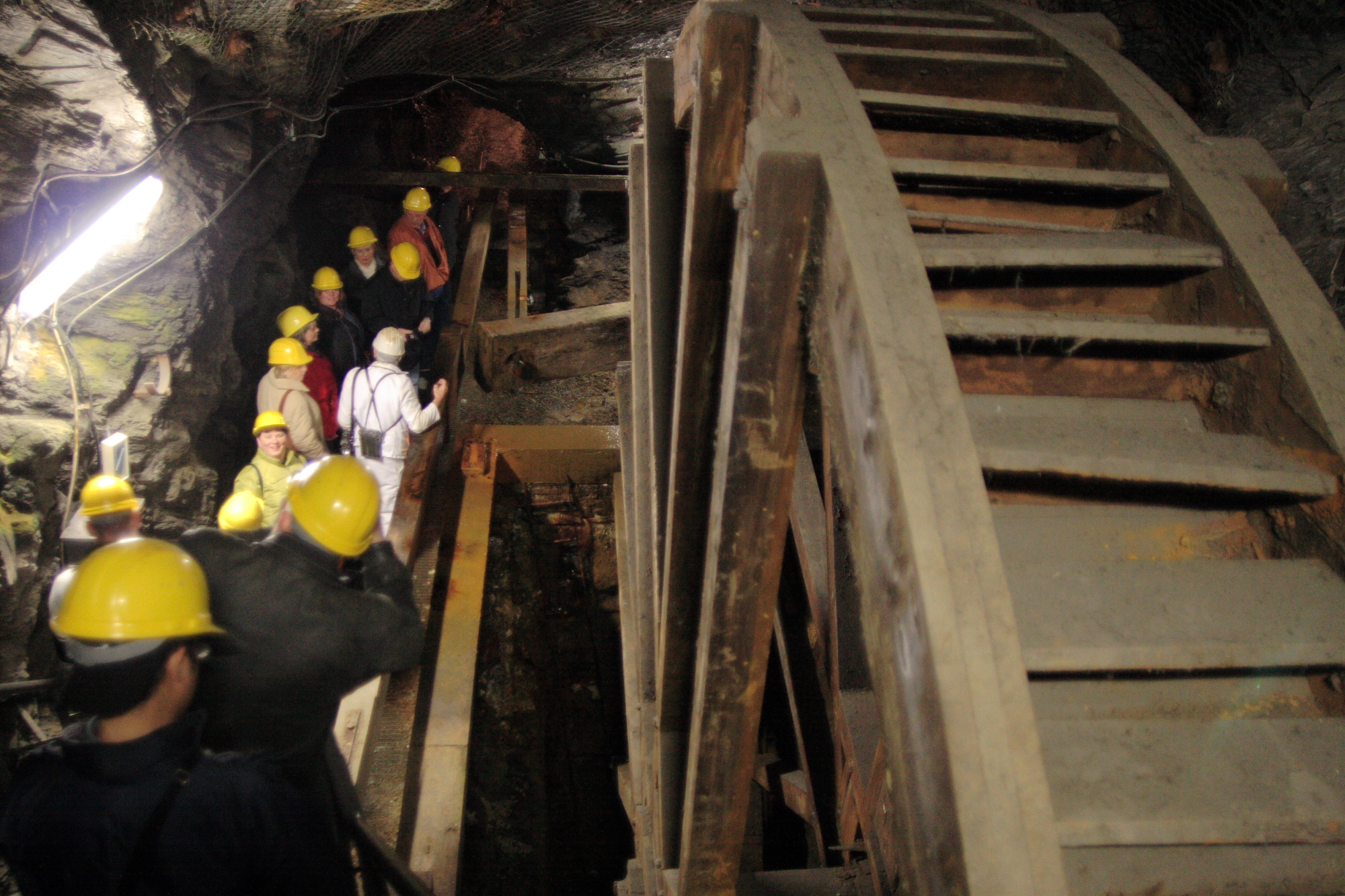
Wasserrad zur Wasserhaltung im Bergwerk Rammelsberg

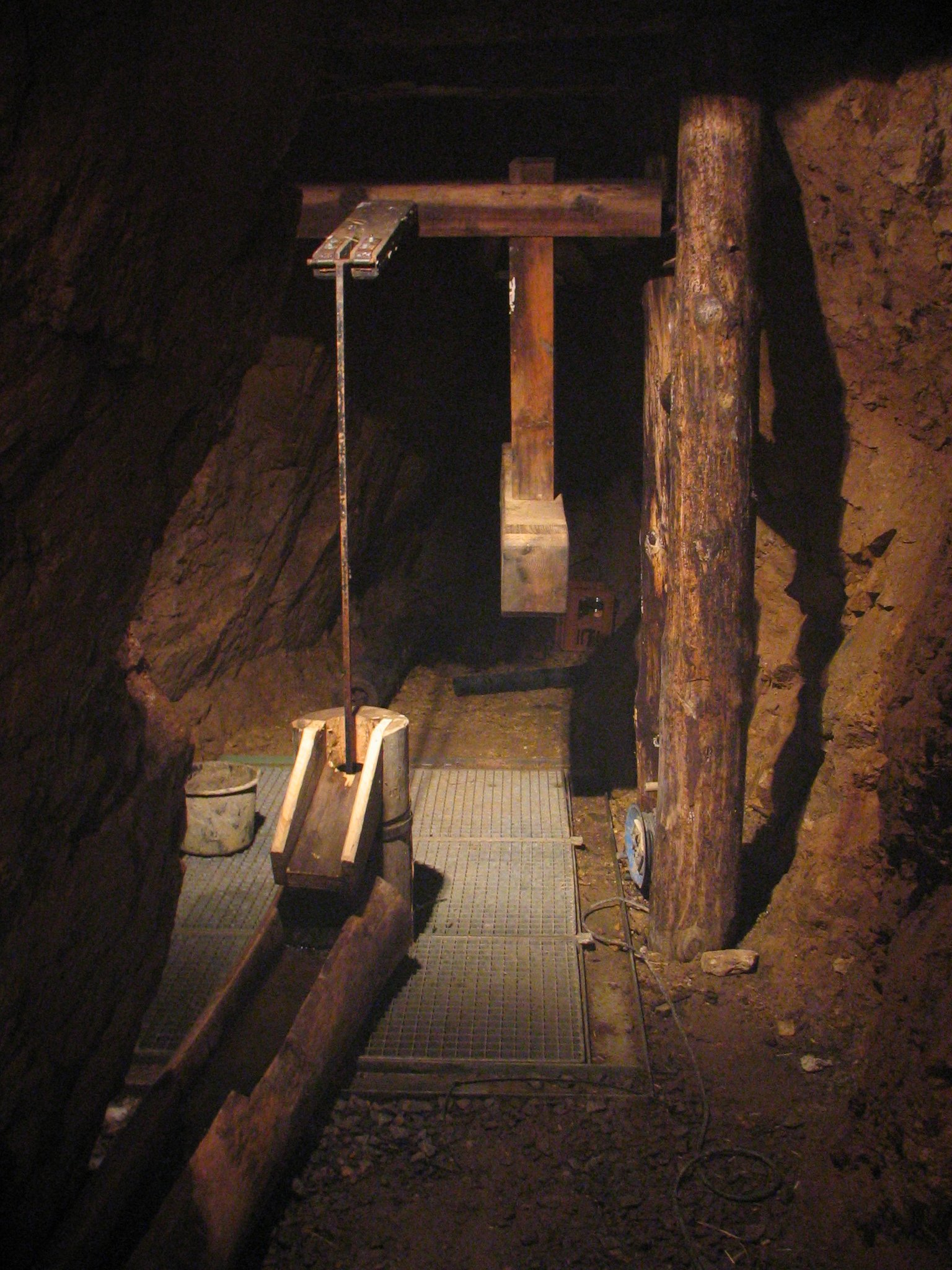
Handpumpe zur Wasserhaltung, Silberbergwerk Suggental

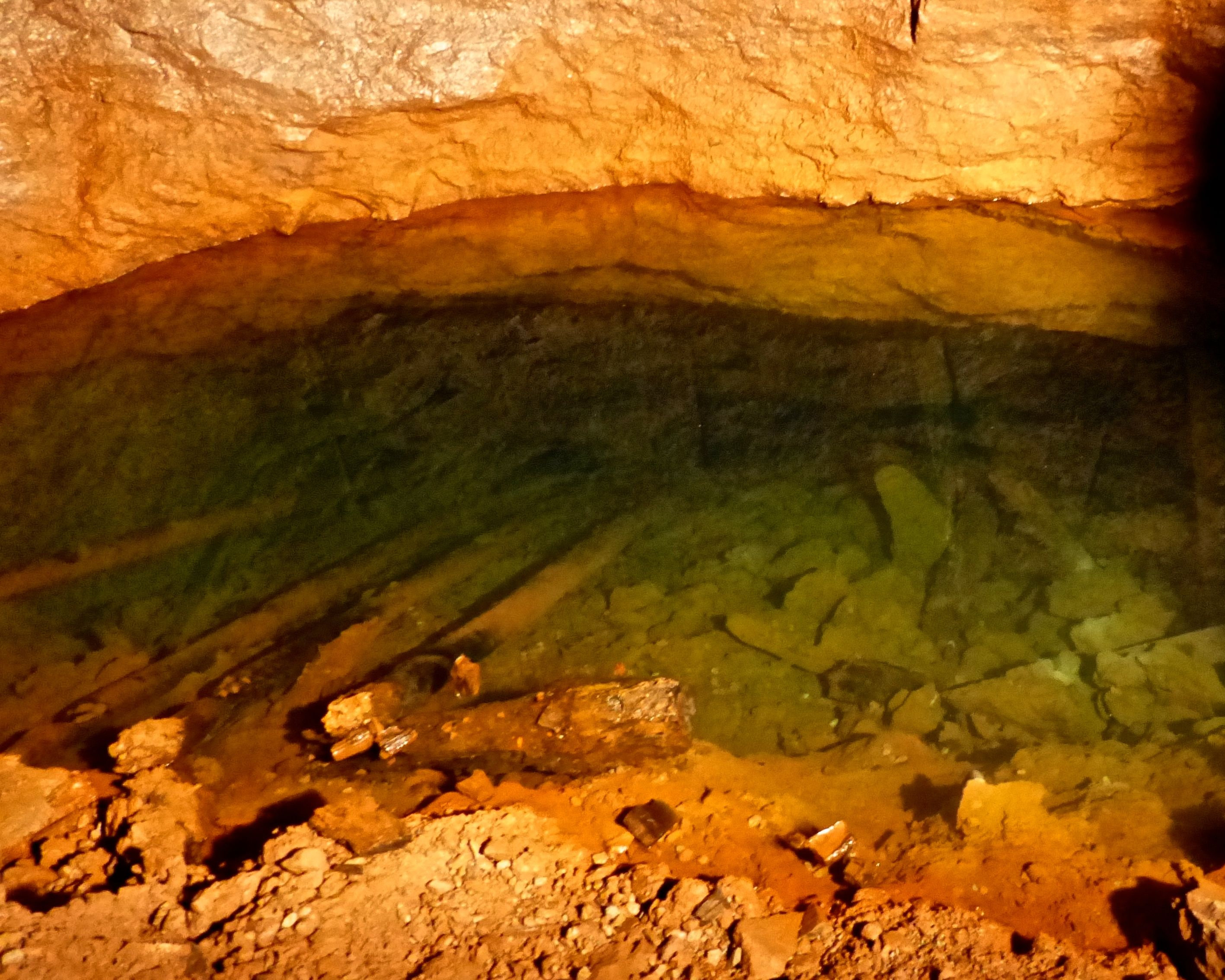
Abgesoffener Grubenbau im Philippstollen, Grube Eisenberg

Im frühen Bergbau wurde bis ins 13. Jahrhundert, in einigen Bergrevieren sogar bis ins 16. Jahrhundert, die Wasserhaltung manuell betrieben. Dazu wurden Bergleute als sogenannte Wasserknechte eingesetzt. Diese mussten das Wasser mittels Ledereimern, Kannen, Holzeimern oder Töpfen aus dem Bergwerk befördern. Mit dieser Art der Wasserhaltung konnten Grubenbaue mit Teufen von 20 bis 30 Metern unter dem jeweiligen Stollen entwässert werden. Allerdings war für diese Art der Wasserhaltung ein hoher Bedarf an Wasserknechten erforderlich. In einigen Bergwerken waren oft mehr Wasserknechte mit der Wasserhaltung beschäftigt als Hauer vor Ort waren. Im Freiberger Revier wurden bis zu 2000 Wasserknechte eingesetzt, um die Gruben zu entwässern. Dies war mit hohen Kosten verbunden, was wiederum den Erlös schmälerte.
Je tiefer die Schächte wurden, umso schwieriger gestaltete sich die manuelle Wasserhaltung. In einigen Bergbauregionen, wie z. B. in Lüttich, wurde die Wasserhaltung gegen Ende des 13. Jahrhunderts zum Problem, welches gelöst werden musste. Ab dem 14. Jahrhundert wurden spezielle Wasserhaltungsmaschinen im Bergbau eingesetzt. Anfangs wurden diese Maschinen noch mit menschlicher Muskelkraft, später dann mit Pferden mittels Pferdegöpel angetrieben. Die ersten im Bergbau eingesetzten Wasserhebemaschinen waren die Bulgenkunst und später die Heinzenkunst. Ab Mitte des 16. Jahrhunderts wurden die Pumpenkünste zur Wasserhaltung eingesetzt. Diese mit Wasserkraft angetriebenen Maschinen bezeichneten die Bergleute als Wasserkünste. Die Wasserkünste wurden mittels eines ausgeklügelten Systems von Teichen, Kunstgräben und Entwässerungsstollen betrieben. Zur Wasserhaltung in Freiberg gibt es zum Beispiel die Revierwasserlaufanstalt Freiberg, ein System von Stauseen, die zwischen 1558 und 1882 für den Bergbau im Erzgebirge gebaut wurden. Von 1844 bis 1884 wurde der etwa 50 km lange Rothschönberger Stolln gebaut, der ebenfalls zur Entwässerung diente.
Während der Erzbergbau dieses System der Wasserhaltung lange Zeit nutzte, wurde im Steinkohlenbergbau sehr bald die Wasserhaltung mittels Dampfmaschinen getätigt. Im Ruhrbergbau war erst mit einer leistungsfähigen Wasserhaltung das Abteufen tieferer Schächte möglich geworden, um Flöze in größeren Tiefen abzubauen. Die ersten Dampfmaschinen wurden nicht zur Förderung, sondern zur Wasserhaltung genutzt. Die Dampfmaschine wurde neben dem Schacht angeordnet und über ein Gestänge, das bis zum Schachtsumpf reichte, wurde die unter Tage angeordnete Pumpe angetrieben. Dieser Pumpenantrieb war sehr störanfällig, bildete aber lange Zeit die einzige technische Möglichkeit, größere Grubenwassermengen abzuführen. Im modernen Bergbau wird die Wasserhaltung mit leistungsfähigen Pumpen durchgeführt. Die komplette Wasserhaltung wird an einer zentralen Stelle überwacht.

## Grundlagen
Die in den Grubenbauen in unterschiedlicher Menge vorhandenen Grubenwässer bilden beim Grubenbetrieb eine Schwierigkeit, die der Bergmann überwinden muss, um eine Lagerstätte ausbeuten zu können. Dazu ist die Wasserhaltung erforderlich, die dazu dient, das Grubenwasser entweder zu heben oder anderweitig abzuleiten oder abzusperren, um Wassereinbrüche und Sickerwasser abzuwehren. Die Wasserhaltung hat somit für den Bergbau eine sehr große Bedeutung. Allerdings kommt es hierbei in der Regel zu tiefgreifenden Eingriffen in den Wasserhaushalt einer Region. Konkret handelt es sich bei allen Maßnahmen zur Wasserhaltung um technische und organisatorische Vorkehrungen, um abgeteufte Schächte und Bergwerke sowohl unter dem Aufschlag- als auch dem Grundwassereinfluss benutzbar zu halten. Dabei bedient sich der Bergmann verschiedener Verfahren.
Die Wasserhaltung eines Bergwerks spielt sowohl für die Betriebs- als auch für die Stilllegungs- und auch für die Nachbergbauphase eine besondere Rolle. Insbesondere bei einem Bergwerk in der Betriebsphase ist die Wasserhaltung neben der Bewetterung eine existenzielle Aufgabe für den Bergwerksbetrieb. Ohne fortlaufend funktionierende Wasserhaltung saufen Schächte und Bergwerksanlagen binnen kurzer Zeit ab, werden unbenutzbar und müssen zur Wiedernutzbarmachung gesümpft werden. Während der Nachbergbauphase muss die Wasserhaltung der stillgelegten Grubenbaue durch ein leistungsfähiges Monitoring überwacht werden.
Besondere Anforderungen an die Wasserhaltung stellt der Salzbergbau, der eine Verwendung von Wasserkraft im Bergwerk ausschließt. Wegen der Gefahren von Auswaschungen der Salzlager muss hier das Eindringen von Wasser verhindert werden, und die Hebung des Grundwassers stellt besondere Anforderungen. Werden diese Anforderungen vernachlässigt, kann es zu Tagesbruch mit katastrophalen Folgen kommen, wie im August 1977 im polnischen Wapno.

## Methoden zur Wasserhaltung

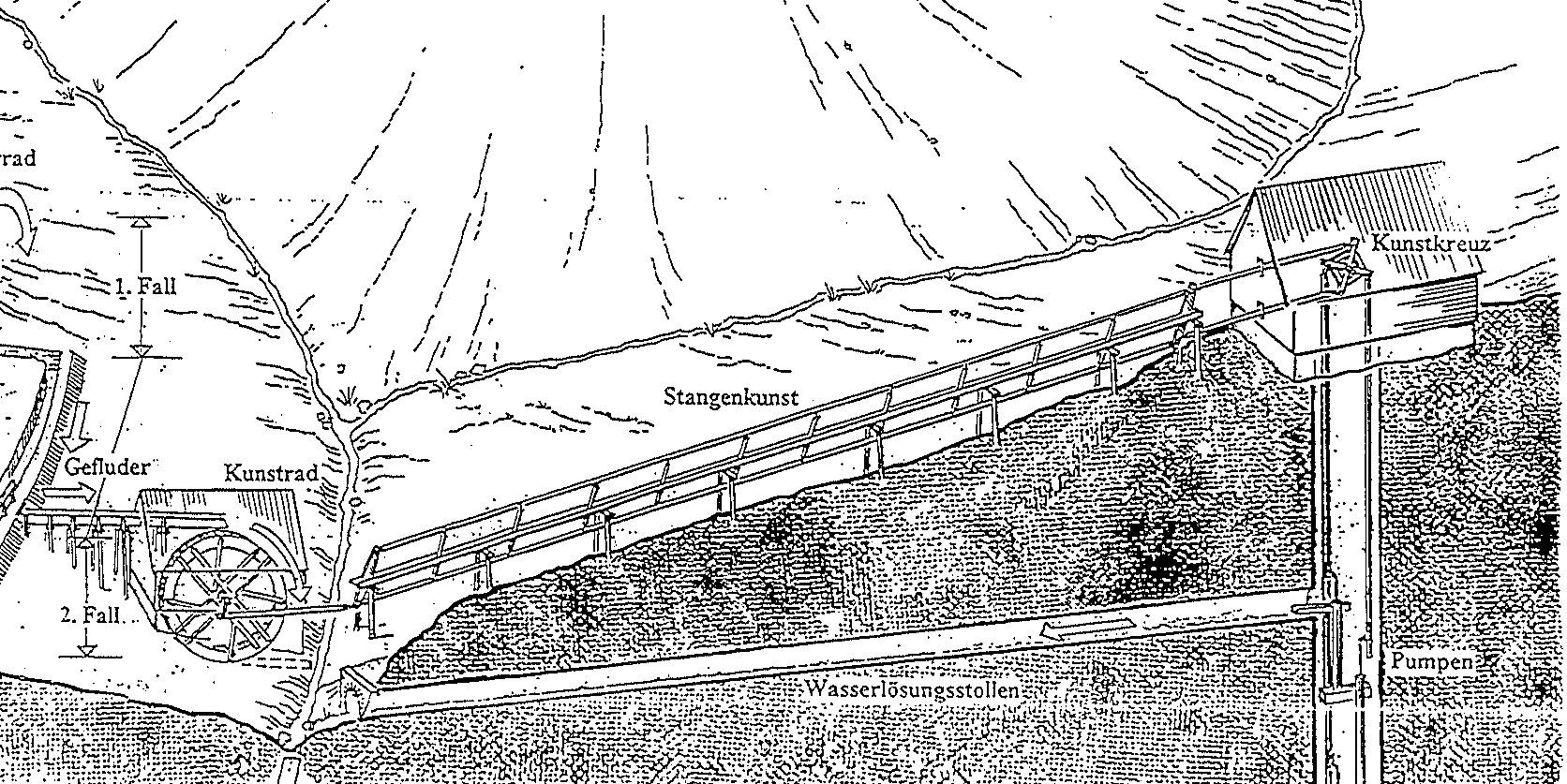
Prinzip eines Wasserlösungsstollen zum Einsparen von Förderhöhe

Zur Wasserhaltung nutzt der Bergmann verschiedene Verfahren und Methoden, dabei unterscheidet er zwischen der Wasserlösung und der Wasserhebung. Hierzu bedient er sich verschiedener Techniken. Zum einen geschieht die Wasserhaltung eines Bergwerks durch Abdämmung oder Zurückhaltung des Wassers, damit es nicht in die Grubenbaue eindringen kann. Eine andere Maßnahme ist es, den natürlichen Abfluss des Wassers über Wasserröschen oder Wasserlösungsstollen zu nutzen. Letztendlich bleibt noch das Entfernen des Wassers aus dem Grubengebäude mittels Gefäßen oder Pumpen.

### Wasserlösung
Als Wasserlösung bezeichnet man alle Vorkehrungen, die dazu dienen, das Wasser von den Grubenbauen fernzuhalten. Auch die Nutzung des natürlichen Wasserabflusses dient der Wasserlösung. Bei dieser Methode wird hauptsächlich dafür gesorgt, dass das Niederschlagswasser nicht über die Tagesöffnungen des Bergwerks in den untertägigen Bereich gelangt. Dazu wird durch Drainagen oder Abzugsgräben das Wasser weitestgehend am Eindringen in die Grube gehindert. Damit das Grundwasser nicht in den Schacht dringen kann, wird bei sehr wasserreichem Gebirge ein wasserdichter Schachtausbau verwendet. Unter Tage werden Grubenbaue mit starkem Wasserzufluss mittels spezieller Wasserrückhaltedämme vom restlichen Grubengebäude abgetrennt.

### Wasserhebung
Die Wasserhebung dient dazu, insbesondere im Tiefbau das angesammelte Wasser wieder zu entfernen. Dabei muss das Wasser soweit aus den Grubenbauen gehoben werden, dass es entweder über einen Wasserlösungsstollen abfließen kann oder direkt nach über Tage befördert wird. Dabei wendet man unterschiedliche Methoden an. Während bis ins 19. Jahrhundert im Bergbau Methoden wie das Wasserziehen oder das Wasserschöpfen vorrangig verwendet wurden, werden im heutigen Bergbau fast ausschließlich nur noch Pumpen zur Wasserhaltung eingesetzt. Zum Entfernen von stark verschlammtem Grubenwasser wird im heutigen Bergbau noch teilweise eine Methode verwendet, die dem Wasserziehen sehr ähnlich ist.

#### Wasserziehen
Das Wasserziehen wurde zur Wasserhebung bei kleiner Arbeitsleistung in Schächten und Blindschächten verwendet. In Blindschächten werden als Gefäße hohe Kübel oder elliptische Fässer verwendet, die mit einem Haspel im Blindschacht rauf und runter gezogen werden. Im Blindschachtsumpf kippen diese Gefäße, sobald sie auf dem Wasserspiegel angekommen sind, selbsttätig um und füllen sich mit Wasser. Anschließend werden sie mit dem Haspel wieder bis zur Sohle hochgezogen und durch Umstürzen entleert. In Tagesschächten wurden als Gefäße Wassertonnen oder Wasserhunde verwendet. Diese Gefäße sind am Boden mit selbsttätigen Ventilen ausgestattet, die sich beim Eintauchen ins Wasser durch den Wasserdruck öffnen. Dadurch kann das Wasser in das Gefäß einströmen. Beim Hochholen des Gefäßes schließt sich das Ventil selbsttätig. Über Tage wird das Gefäß durch Öffnen des Ventils oder durch Umstürzen entleert. Allerdings war diese Methode für tonnlägige Schächte weniger geeignet, da durch Erschütterungen oder Anprellen zu viel Wasser aus den Kübeln verloren ging.

#### Wasserschöpfen

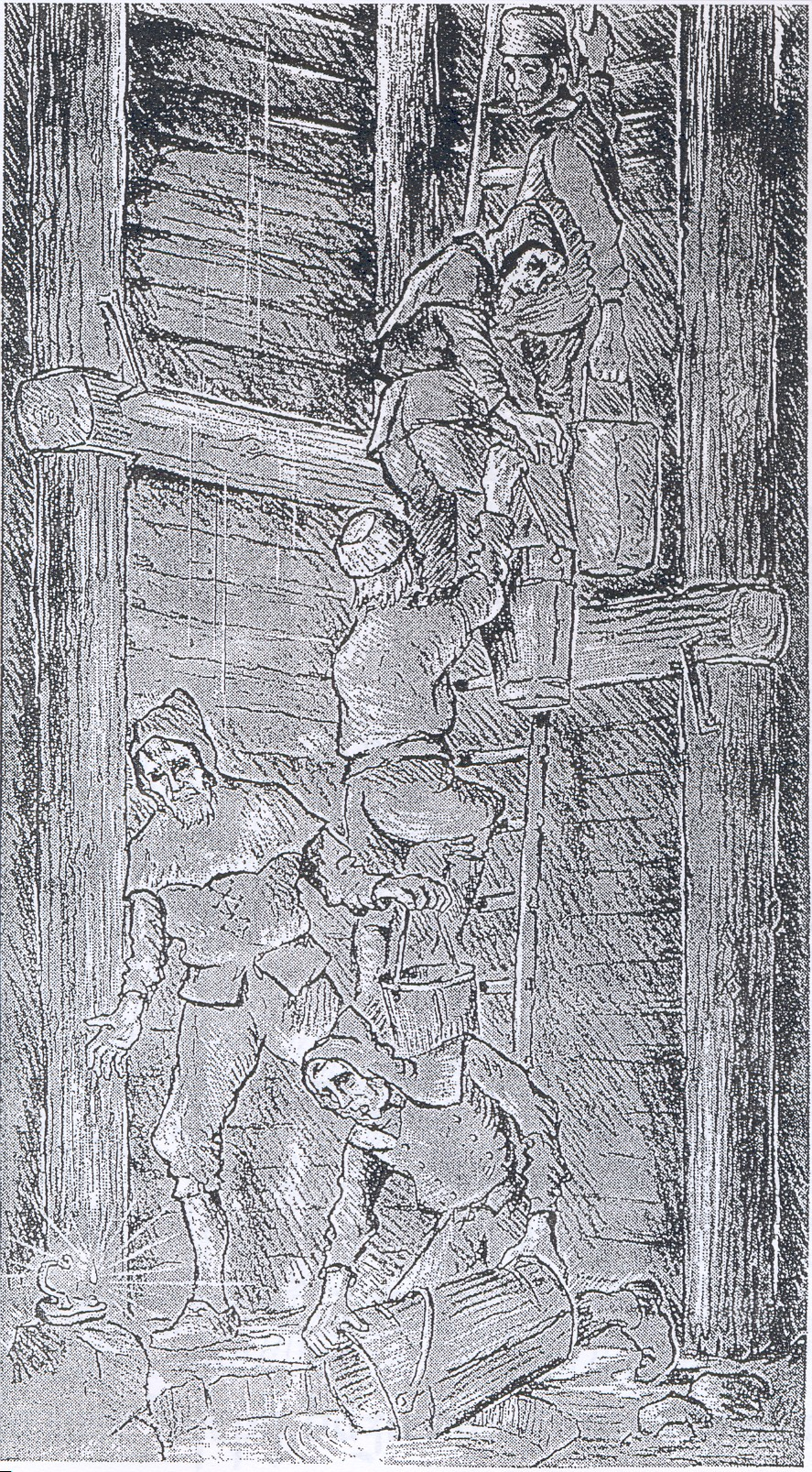
Wasserhaltung durch Wasserknechte

Beim Wasserschöpfen wird das Wasser manuell mit Kannen oder Eimern oder mit einer Wurfschaufel abgeschöpft. Da ein Mann nur bis zu 150 Liter Wasser pro Minute schöpfen kann, wurde dieses Verfahren nur bei geringen Wassermengen angewendet. In der Regel wurde das Wasser hierfür durch einen etwa einen Meter hohen Damm abgesperrt, damit es nicht in den Arbeitsbereich der Bergleute laufen konnte. Das Wasser wurde aus dem Ort manuell herausgeschöpft und hinter den Damm geschüttet. Im modernen Bergbau wird dieses Verfahren nur bei sehr geringen Wassermengen eingesetzt, wenn sich der Einsatz einer Pumpe nicht so schnell bewerkstelligen lässt. Das Wasser wird hierzu in Förderwagen geschöpft und abtransportiert.

## Wasserhaltung nach Örtlichkeit

### Wasserhaltung im Untertagebau
Die Wasserhaltung beim Untertagebau ist unterschiedlich ausgelegt, je nachdem, ob die Bodenschätze im Stollen- oder im Tiefbau abgebaut werden. Der Aufwand, der betrieben werden muss, um die Grubenwässer aus den Grubenbauen zu entfernen, hängt von deren Menge, von der Teufe, von der Hydrogeologie und der Größe des jeweiligen Grubenfeldes ab. Entscheidend für den Aufwand ist auch, ob das Grubenwasser auf natürliche Art aus dem Grubengebäude fließen kann oder ob es auf ein höheres Niveau gehoben werden muss. Zudem ist es oftmals nützlich, Maßnahmen über Tage zu treffen, um Tagewasser weitestgehend von den Grubenbauen fernzuhalten.

#### Wasserhaltung im Stollenbau
Im Stollenbau sind besondere Vorkehrungen für die Wasserhaltung nicht erforderlich. Hier erfolgt die Wasserhaltung durch natürliche Wasserlösung. Damit das Wasser aus den Stollen herausfließen kann, werden die Stollen in der Regel mit einer leichten Steigung aufgefahren. In der Stollensohle wird an einer Stoßseite eine Wasserseige angelegt, über die das anfallende Grubenwasser durch das natürliche Gefälle ablaufen kann. Außerdem werden zusätzliche Hilfsstollen, sogenannte Wasserlösungsstollen, angelegt, die nur die Aufgabe der Wasserhaltung für die Stollenanlage haben. Das Grubenwasser wird dabei von den oberen Stollen über interne Verbindungen zu den tiefer liegenden Wasserlösungsstollen geleitet und von diesen aus über das Stollenmundloch in den nächstgelegenen Fluss abgeleitet. Bei geringen Wasserzuflüssen ist es oftmals ausreichend, den Schacht etwa 10-15 Meter tiefer zu teufen, um das Schachttiefste als Sumpf zu nutzen.

#### Wasserhaltung im Tiefbau
Im Tiefbau gestaltet sich die Wasserhaltung wesentlich aufwendiger als beim Stollenbau. In den Abbaubetrieben und Vorrichtungsbetrieben läuft das anfallende Wasser in spezielle Brunnen, sogenannte Pumpenlöcher. Von dort wird es über eine Rohrleitung zur nächsten Pumpenstation gepumpt. Anfallendes Grubenwasser aus den Hauptstrecken wird ebenfalls, teilweise über Wasserseigen, in einem Pumpenloch aufgefangen und abgepumpt. Das Gleiche geschieht mit dem Wasser aus den Schächten und Blindschächten. Über ein komplexes System von Pumpstationen (sogenannte Zwischenwasserhaltungen), die über ein Rohrleitungsnetz verbunden sind, wird das Grubenwasser zur Hauptwasserhaltung gepumpt. In den Sumpfstrecken wird das Wasser zunächst gesammelt und dann bei Bedarf nach über Tage gepumpt.

### Grubenbaue für die Wasserhaltung
Welche und wie viele Grubenbaue eines Bergwerks für die Wasserhaltung benötigt werden, hängt in erster Linie von der Art des Untertagebaus und der Menge der zufließenden Grubenwässer ab. Dabei ist die einfachste Form der Wasserhaltung beim Stollenbau anzutreffen. Die beim Stollenbau genutzten Stollen können auch dann noch genutzt werden, wenn das Bergwerk zum Tiefbau übergeht. Durch die Nutzung des Wasserlösungsstollens verringert sich die Hubhöhe der Wasserhaltungsmaschine. Beim Tiefbau werden mehrere Grubenbaue für die Wasserhaltung benötigt. Hier gibt es für die Sammlung der Grubenwassers die Sumpfstrecke und den Schachtsumpf. Für die untertägige Aufstellung der Wasserhaltungsmaschinen dient die Pumpenkammer. Bei tieferen Bergwerken kann es auch erforderlich sein, dass auf mehreren Sohlen bestimmte Grubenbaue für die Wasserhaltung angelegt werden müssen. Im Kupferschieferbergbau wurden Kapselfelder als Speicherräume für plötzlich anfallende große Wassermengen, wie sie z. B. bei Wassereinbrüchen anfallen, verwendet. Bei Braunkohlentiefbauen werden vor Abbaubeginn Entwässerungsstrecken in die Lagerstätten aufgefahren, damit die Kohlen schon im Vorfeld planmäßig entwässert werden können. Damit nicht jedes Bergwerk eines Bergreviers eigene Wasserhaltungsanlagen erstellen muss, gibt es die Möglichkeit, sämtliche Wasserzuflüsse der betroffenen Bergwerke untertägig zu einer großen Zentralwasserhaltung zu leiten und dort die Grubenwässer zu heben. Dadurch lässt sich zusätzlich auch die Zahl der Einleitungsstellen in die offenen Gewässer deutlich reduzieren. Diese Maßnahme wird besonders bei stillgelegten Bergwerken eines Bergreviers durchgeführt, indem man die abgeworfenen Grubenbaue zu sogenannten Wasserprovinzen zusammenfasst, in denen das Wasser gesammelt und einem zentralen Wasserhaltungsstandort zugeführt wird, wo das gesamte Wasser nach über Tage gepumpt wird. Dies ist insbesondere deshalb möglich, weil durch das verritzte Gebirge die alten Grubenbaue der Bergwerke hydrologisch miteinander verbunden sind.

### Wasserhaltung im Tagebau
Im Tagebau hängen Art und Umfang von den anfallenden Wassermengen und vom abzubauenden Bodenschatz ab. So ist es beim Braunkohletagebau in einigen Revieren erforderlich, den Grundwasserstand um mehrere hundert Meter zu senken. Die Absenkung des Grundwasserspiegels bis auf die Unterkante des Grundwasserstauers ist erforderlich, um einen Strömungsdruck auf die Böschungen zu vermeiden. Aus diesem Grund werden in diesen Tagebauen je nach Regionen jährlich zwischen 0,5 und 1,4 Milliarden Kubikmeter Sümpfungswasser abgepumpt und in die Gewässer geleitet. Dies führt im Laufe der Jahre zu einem Wasserdefizit von mehreren Milliarden Kubikmetern Wasser. Im 19. Jahrhundert wurde in den tiefsten Punkt des Tagebaus von der Seite ein Stollen aufgefahren, durch den dann die Wasserhaltung des Tagebaus erfolgte. Kleinere Tagebaue wurden, wenn sich nur zeitweilig Wasser ansammelte, mit einfachen Wasserhebern entwässert. Bei größeren Tagebauen wurden Wasserhaltungsschächte erstellt, die dann mittels Sumpfstrecken mit dem Tagebau verbunden wurden. Heute werden im Braunkohlentagebau verschiedene Formen von Brunnenanlagen erstellt, über die das anfallende Grundwasser abgepumpt wird. Diese Brunnen werden in der Regel an den tiefsten Stellen der Lagerstätte erstellt. Als Brunnen werden Filterbrunnen, Schluckbrunnen und Sickerbrunnen gebaut. Die Brunnen haben, je nach Lagerstätte, eine Teufe von bis zu 500 Metern. Vielfach kommen auch spezielle Dichtungswände zum Einsatz, die das Wasser zurückhalten. Bei feinsandig-schluffigen Lockergesteinen wird die Vakuumentwässerung angewendet. Hierbei werden in regelmäßigen Abständen spezielle Filterlanzen bis zu einer Tiefe von 6 Metern in den lockeren Boden getrieben, über die dann das Wasser mit einer Vakuumpumpe abgesaugt wird. In der Steine- und Erden-Industrie ist die Wasserhaltung weniger aufwendig als beim Braunkohletagebau. Insbesondere beim Abbau von Kies und Sand erfolgt die Gewinnung der Rohstoffe häufig im Nassverfahren, so dass keine Wasserhaltung erforderlich ist. Die gewonnenen Mineralien werden in der nachfolgenden Aufbereitung in einem Aufbereitungssieb entwässert. Die Rückleitung der Aufbereitungswässer erfolgt anschließend in ein nahes Gewässer. Beim Abbau von Gesteinen ist in der Regel nur eine kleine Wasserhaltung im Grubentiefsten des Steinbruchs erforderlich, um anfallendes Oberflächenwasser und ggf. Grundwasser, das aus Klüften in die Grube eindringt, abzupumpen. Oftmals reichen hier mehrere gezielt angelegte Gräben, um das angesammelte Wasser aus dem Steinbruch abzuleiten.

## Wasserhaltung nach Beendigung des Bergbaus

### Untertagebau
Nach Beendigung des Untertagebaus kann die Wasserhaltung nicht ohne weiteres stillgelegt werden. Dies liegt daran, dass durch Klüfte und durch den aufgelockerten Alten Mann Wasser in die benachbarten und noch betriebenen Grubenbauten strömt. Im Stollenbau als Wasserlösungsstollen verwendete Stollen werden auch für immer Wasserlösungsstollen bleiben. Beim Tiefbau muss, beispielsweise im Ruhrgebiet, die Wasserhaltung auch an stillgelegten Zechen aufrechterhalten werden. Dazu werden in den einzelnen Revieren untertägige Bereiche in Wasserprovinzen unterteilt. Das Abpumpen der Grubenwässer kann entweder konventionell durch untertägig aufgestellte Pumpen erfolgen oder durch Brunnenwasserhaltungen, bei denen die Pumpen von über Tage durch eine Rohrleitung bis zum Wasserniveau herabgelassen werden und mit denen dann das Wasser abgepumpt wird. Die Deutsche Steinkohle AG betreibt an mehreren stillgelegten Zechen Grubenwasserhaltungen: Zeche Carolinenglück, Zeche Friedlicher Nachbar, Zeche Robert Müser (alle Bochum), Zeche Lohberg (Dinslaken), Bergwerk Fürst Leopold (Dorsten), Zeche Hansa (Dortmund), Zeche Walsum (Duisburg), Zeche Amalie, Zeche Heinrich, Zeche Zollverein (alle Essen), Zeche Haus Aden (Hamm), Zeche Concordia (Oberhausen). An bestimmten Standorten ist ein Schacht mit einer Befahrungseinrichtung offen gehalten, um Zugang zu den untertägigen Pumpen zu haben. So kann und wird nach der Einstellung des gesamten Ruhrbergbaus die Wasserhaltung, als Teil der Ewigkeitslasten, weiter betrieben werden. Allerdings soll die Anzahl der Standorte langfristig auf sechs Standorte reduziert werden. Damit es durch den Anstieg des Grubenwasserspiegels nicht zu Schäden an der Tagesoberfläche kommt, wird die Geschwindigkeit des Anstiegs in einigen ehemaligen Bergbauregionen entsprechend den Auswirkungen auf die Tagesoberfläche gesteuert.

### Tagebau
Beim Tagebau wird nach Beendigung des Abbaus die Wasserhaltung üblicherweise eingestellt und der Bereich läuft mit Grundwasser voll oder er wird teilweise mit Wasser aus dem Vorfluter geflutet, so dass sich ein Tagebaurestsee bildet. Diese Seen werden entweder zur touristischen Nutzung verwendet oder dienen nach entsprechendem Umbau als wasserwirtschaftliche Speicher. Wenn nur einige Tagebaue im Revier eingestellt werden, andere jedoch weiter betrieben werden, wird teilweise auch Sümpfungswasser der noch laufenden Tagebaue zur Flutung der stillgelegten Tagebaue unter Verwendung künstlicher oder natürlicher Wasserläufe oder von Leitungen falls erforderlich, verwendet. Durch diese Maßnahmen steigt der zuvor abgesenkte Grundwasserspiegel sukzessive wieder an, was im Laufe mehrerer Jahre zu einer Bodenhebung in den betroffenen Gebieten führt. Im Zuge der – durch den Aufschluss ermöglichten bzw. beschleunigten – biologischen und chemischen Verwitterung kann aus schwefelhaltigen Materialien im ehemaligen Bergwerk aus Pyrit, welches unter anoxischen Bedingungen stabil ist, schweflige Säure bzw. Schwefelsäure entstehen (saure Grubenwässer). Im ungünstigsten Fall kann dies in Verbindung mit dem nun ansteigenden Wasserspiegel zu einer Versauerung des Wassers führen, welche durch Maßnahmen gegen Kippenversauerung unterbunden werden muss. In einigen Gebieten werden, um die Infrastruktur vor ansteigendem Grundwasser zu schützen, lokale Wasserhaltung eingerichtet und dauerhaft betrieben.

## Kosten für die Wasserhaltung
Die Kosten für die Wasserhaltung sind in den jeweiligen Bergrevieren unterschiedlich hoch. Sie setzen sich aus verschiedenen Faktoren zusammen. Der größte Anteil an den Kosten wird für die Energie aufgewendet. Hinzu kommen die Kosten für die Wartung und Instandsetzung der Anlagen sowie die Kosten für Zins und Tilgung des Anlagekapitals. Die Kosten nehmen mit dem Zulauf an Grubenwasser zu. Zudem steigen sie mit zunehmender Teufe. Einen weiteren Einfluss auf die Kosten hat die Zusammensetzung der Grubenwässer, da diese, je nach chemischer Zusammensetzung, die Lebensdauer der Wasserhebemaschinen und der Rohrleitungen stark beeinträchtigen kann. Zu den direkten Kosten für die Wasserhaltung kommen noch indirekte Kosten, die als Mehrkosten z. B. durch Aufrechterhaltung der betroffenen Grubenräume entstehen. Hinzu kommen Kosten für wasserdichte Kleidung für die in den jeweiligen Bereichen tätigen Bergleute und Zahlung von Wassergeld. Hohe Wasserhaltungskosten bei gleichzeitig schlechter Förderung führen unweigerlich zu einem schlechten Betriebsergebnis des betroffenen Bergwerks. Die Kosten für die Wasserhaltung haben, insbesondere bei größeren anstehenden Grubenwassermengen, zudem einen Einfluss auf die Wahl des Sohlenabstandes. In den deutschen Steinkohlebergbauregionen gehören die Kosten für die Wasserhaltung der stillgelegten Bergwerke zu den Ewigkeitskosten.